# Paola Barale
Paola Barale (Fossano, 28 aprile 1967) è una conduttrice televisiva, attrice e showgirl italiana.

## Biografia
La sua carriera ha inizio per caso; il suo desiderio era diventare un'insegnante di educazione fisica, e per questo ha frequentato l’ex Istituto superiore di educazione fisica di Torino. In molti le facevano però notare la sua somiglianza con la cantante Madonna, con riferimento al look del periodo di True Blue e così, spinta da una coppia di fotografi, inizia a lavorare come sosia nelle discoteche.

### Attività televisiva
Viene ospitata per la prima volta in televisione a Domenica in nell'edizione 1986 condotta da Mino Damato, proprio in qualità di sosia della popstar statunitense. Nel 1988 appare nella sigla finale del varietà La TV delle ragazze, condotto da Serena Dandini. Nello stesso anno riveste il ruolo di Littorina nel programma Odiens, di Antonio Ricci, mentre nel 1989, come componente del duo Poppy Garage, incide il brano Sei in Onda, sigla della trasmissione Smile.
Nell'autunno del 1989 diventa la valletta ufficiale di Mike Bongiorno in numerose sue trasmissioni, come La ruota della fortuna (1989-1995), Tutti x uno (1992-1993), Festival italiano (1993) e i due spin-off de La ruota della fortuna, ossia La ruota d'oro (1994-1995) e La ruota mundial (estate 1994). Il 14 febbraio 1993 prende parte allo spettacolo di Canale 5 Risate di Cuore - San Valentino Show, mentre nella stagione 1994-1995 conduce al mattino, con Marco Predolin e Natalia Estrada, il primo programma dedicato alle televendite, dal titolo Grandi magazzini.
Nella primavera del 1995 conduce insieme a Gerry Scotti lo speciale di San Valentino Una sera c'incontrammo, lo speciale dedicato ai cento anni del cinema I magnifici dieci, e la serata Stelle a quattro zampe. Nell'estate del 1995 conduce con Claudio Cecchetto Un disco per l'estate, mentre in autunno presenta un'edizione del varietà comico La sai l'ultima? insieme a Gerry Scotti.
Nel 1996 riconduce la serata Stelle a quattro zampe. Inoltre affianca Luca Barbareschi ne Il grande bluff, e conduce con Fiorello Un disco per l'estate.
Dal 1996 al 2001 ha affiancato Maurizio Costanzo nel programma d'intrattenimento Buona Domenica, ruolo che nel 1999 le permette di vincere il Telegatto come personaggio femminile dell'anno. Nel maggio del 2000 conduce su Italia 1 una puntata di pilota dello show Macchemù, del quale in autunno condurrà altre quattro puntate. Nella stessa stagione, presenta con Massimo Lopez, per la terza volta, la trasmissione Stelle a quattro zampe. Nel 2002 affianca Pippo Baudo nelle tre puntate speciali di Numero Uno, conduce con Max Novaresi Un disco per l'estate, la puntata pilota di uno show intitolato Ce la fai, il Premio per la fiction Telegrolle, e a settembre è per alcune puntate nel cast di Quelli che il calcio.
Nell'estate del 2003 è nuovamente al timone su Rai 2 della manifestazione Un disco per l'estate, questa volta co-condotto con Max Pisu. Nel 2004 realizza il docu-reality Film privato, assieme al suo compagno Raz Degan, in onda su Italia 1. Il 23 dicembre dello stesso anno ha presentato, con Marco Maccarini e Victoria Cabello, una serata speciale dal titolo Milano Rocking Fashion, che è andata in onda in prima serata su Italia 1. Nella stagione 2005 - 2006 ritorna nel cast di Buona Domenica come presenza fissa. Nell'autunno del 2008, dopo alcuni anni di assenza dal piccolo schermo, è l'inviata "sul campo" in Sudafrica della terza edizione del reality show La talpa, condotto da Paola Perego su Italia 1. Nella primavera 2009 è tra i giurati del talent show Vuoi ballare con me?, condotto da Lorella Cuccarini su Sky Uno. Torna su Italia 1 nella primavera 2010 conducendo con Enrico Papi la seconda edizione del reality comedy La pupa e il secchione.
Nel 2011 è presenza fissa del salotto di Domenica in, programma condotto da Lorella Cuccarini su Rai 1. Nella stagione 2012-2013 (insieme a Jane Alexander, Stan Lee, Marco Berry, Daniele Bossari, Andrea G. Pinketts e Nicole Pelizzari) conduce Mistero, programma di Italia 1. Per la stessa rete appare in alcune puntate del programma comico Colorado - 'Sto classico, nel maggio 2012. Dal 26 aprile 2013 fino alla fine di quella stagione prende parte, come aiuto-chef del concorrente Lapo Magno, al talent show culinario La terra dei cuochi, condotto da Antonella Clerici su Rai 1, che vince nella puntata del 2 giugno.
Nell'estate di quell'anno si reca con Emanuele Filiberto nei campi profughi per i rifugiati politici dell'UNHCR nella Repubblica Democratica del Congo: la sua esperienza viene raccontata all'interno del programma televisivo Mission il 12 dicembre 2013. Nel settembre del 2015 torna in televisione come concorrente della quarta edizione del reality show Pechino Express, in coppia con Luca Tommassini; nella quarta tappa però, Luca si ritira dal programma per infortunio e Paola viene affiancata dal cantante Piero Filoni. Nel maggio 2016 torna alla conduzione di un programma su Italia 1, Flight 616, reality show d'avventura ambientato in giro per il mondo simile a Pechino Express.
Nell'autunno 2022 prende parte come concorrente, in coppia con il ballerino Roly Maden, alla diciassettesima edizione di Ballando con le stelle.

### Attività come attrice
Nell'autunno del 1996 debutta come attrice nella serie televisiva Cascina Vianello, al fianco di Raimondo Vianello e Sandra Mondaini. Dopo diversi anni, torna a recitare nel 2006 come protagonista del cortometraggio Broadcast, con la regia di Laura Chiossone, per cui vince alcuni premi, tra cui quello di miglior attrice protagonista al Murgia Film Festival e quello per la migliore interpretazione al Siena International Film Festival. Nel 2008 è co-protagonista del film Colpo d'occhio, regia di Sergio Rubini.
Nel 2009 è nel cast del film drammatico Vorrei vederti ballare, al fianco di attori del calibro di Giuliana De Sio e Alessandro Haber, con la regia di Nicola Deorsola, uscito nelle sale nel 2012. Nel 2011 recita in due episodi della sitcom Così fan tutte e nel videoclip della canzone Battle On Ice dei Miss Fraulein. Nello stesso anno si dedica anche al teatro, viene scelta da Luciano Melchionna per il ruolo della "Stregona" nello spettacolo di teatro sperimentale Dignità Autonome di Prostituzione, in tournée fino al 2013. Nel 2019 debutta con al commedia Se devi dire una bugia dilla Grossa al Festival Teatrale di Borgio Verezzi a cui segue una tournée in tutta Italia.

### Altre attività
Nel corso degli anni è stata testimonial di diverse aziende, soprattutto di bellezza femminile, fra cui: Lepel (1997-1998), Gioielli Recarlo (2000-2003), De Agostini (2000-2002), Aldo Coppola (2000-2001, 2003-2004), Kreo (2001-2003), Vogue Eyewear (2001-2005), Blumarine (2003-2004), Glenfield (2005-2006), Talco (2009-2012).
Ha inoltre posato nuda per il calendario sexy 2000 della rivista GQ, foto di Fabrizio Ferri.
Nel 2023 viene pubblicato il suo libro Non è poi la fine del mondo, con una prefazione di Filippo Sorcinelli.

## Vita privata

### Famiglia
È figlia di Meco Barale, agente di commercio e musicista della Filarmonica Arrigo Boito, e di Carla Morra, sarta. Ha due sorelle, Gabriella e Nicoletta. La madre Carla è morta il 1° marzo 2025, nel giorno del suo 85° compleanno, nella casa di riposo Sant'Anna di Fossano (CN).

### Relazioni sentimentali
Dal 1992 al 1995 ha avuto una relazione con l'attore e conduttore Marco Bellavia. Nel 1995, quando era conduttrice di La sai l'ultima? insieme a Gerry Scotti, ha conosciuto Gianni Sperti, ballerino del programma, che ha sposato il 20 giugno 1998. I due hanno divorziato quando la Barale ha conosciuto il modello israeliano Raz Degan, con cui ha fatto coppia dal 2002, anche se con diversi periodi di crisi, soprattutto nel 2008, quando c'è stata una temporanea rottura. Il 29 maggio 2015 la Barale ha annunciato tramite Facebook una nuova rottura, specificando: «Io e Raz per ora abbiamo deciso di prendere percorsi differenti».

### Vicende giudiziarie
Nell'estate del 2001, durante una perquisizione in una casa presa in affitto dalla Barale all'Isola d'Elba, i carabinieri rinvennero un quantitativo di hashish con cui la showgirl sostenne di non aver nulla a che fare. Dopo qualche anno Paola Barale e Raz Degan vennero prosciolti da ogni accusa a loro carico.

## Programmi TV
- Odiens (Canale 5, 1988-1989) Valletta
- La ruota della fortuna (Canale 5, 1989-1995) Valletta
- Simpaticissima (Canale 5, 1992, 1994-1995) Concorrente
- Tutti x uno (Canale 5, 1992-1993) Valletta
- Festival italiano (Canale 5, 1993) Valletta
- Risate di Cuore - San Valentino Show (Canale 5, 1993)
- La ruota d'oro (Canale 5, 1994-1995) Valletta
- La ruota mundial (Canale 5, 1994) Valletta
- Grandi magazzini (Italia 1, 1994)
- Una sera c'incontrammo (Rete 4, 1995)
- I magnifici dieci (Canale 5, 1995)
- Stelle a quattro zampe (Canale 5, 1995-1996, 2000)
- Un disco per l'estate (Canale 5, 1995-1996; Rai 2, 2002-2003)
- La sai l'ultima? (Canale 5, 1995-1996)
- Il grande bluff (Canale 5, 1996) Co-conduttrice
- Buona Domenica (Canale 5, 1996-2001, 2005-2006)
- Regalo di Natale (Italia 1, 1997)
- Macchemù (Italia 1, 2000)
- Zelig (Italia 1, 2001)
- Speciale Numero uno (Rai 1, 2002)
- Ce la fai? (Rai 2, 2002)
- Telegrolle - Premio per la Fiction (Rai 2, 2002)
- Quelli che il calcio (Rai 2, 2002) Inviata
- Film privato (Italia 1, 2004)
- Milano Rocking Fashion (Italia 1, 2004)
- La talpa (Italia 1, 2008) Inviata
- Vuoi ballare con me? (Sky Uno, 2009) Giurata
- I Love My Dog (Italia 1, 2010) Giurata
- La pupa e il secchione (Italia 1, 2010, 2024) - Co-Conduttrice nel 2010 e Giudice nel 2024
- Domenica in (Rai 1, 2011) Opinionista
- Mistero (Italia 1, 2012)
- La terra dei cuochi (Rai 1, 2013) Concorrente
- Mission (Rai 1, 2013) Inviata
- Pechino Express - Il Nuovo Mondo (Rai 2, 2015) Concorrente
- Flight 616 (Italia 1, 2016)
- Name That Tune - Indovina la canzone (TV8, 2020-2022) Concorrente
- Ballando con le stelle (Rai 1, 2022) Concorrente
- Le iene (Italia 1, 2023-2024) Inviata
- Alessandro Borghese - Celebrity Chef (TV8, 2024) Concorrente

## Filmografia

### Cinema
- Broadcast, regia di Laura Chiossone – cortometraggio (2006)
- Colpo d'occhio, regia di Sergio Rubini (2008)
- Vorrei vederti ballare, regia di Nicola Deorsola (2012)
- Virus: Extreme Contamination, regia di Domiziano Cristopharo (2016)

### Televisione
- Giorni d'estate – sitcom (1990)
- Cascina Vianello – serie TV (1996)
- Via Zanardi, 33 – sitcom, episodio 1x08 (2001)
- Così fan tutte – serie TV, episodi 2x01, 2x12 (2011-2012)
- Colorado - 'Sto classico – programma TV (2012)

### Videoclip
- Sei in onda delle Poppy Garage (1989)
- Battle On Ice dei Miss Fraulein (2011)

## Teatro
- Dignità autonome di prostituzione, regia di Luciano Melchionna (2011-2013)
- Se devi dire una bugia dilla grossa, di Ray Cooney, regia di Luigi Russo (2019-2022)
- Slot, testo e regia di Luca De Bei (2021-2022)
- Tris di cuori,  testo e regia di Toni Fornari (2024)

## Riconoscimenti
- Gran Premio Internazionale dello Spettacolo
  - 1989 – Telegatto al miglior varietà per Odiens
  - 1992 – Telegatto al miglior gioco a quiz per La ruota della fortuna
  - 1993 – Telegatto al miglior gioco a quiz per La ruota della fortuna
  - 1994 – Telegatto al miglior gioco a quiz per La ruota della fortuna
  - 1995 – Telegatto al miglior gioco a quiz per La ruota della fortuna
  - 1998 – Telegatto al miglior gioco varietà per Buona Domenica
  - 1999 – Telegatto al personaggio femminile dell'anno
  - 2000 – Telegatto al miglior gioco varietà per Buona Domenica
- Murgia Film Festival
  - 2006 – Miglior attrice protagonista per Broadcast
- Reggio Calabria Filmfest
  - 2007 – Menzione speciale per Broadcast
- Siena International Film Festival
  - 2006 – Miglior interpretazione per Broadcast'

## Opere
- Non è poi la fine del mondo, Sperling & Kupfer, 2023, ISBN 9788820077099.